# Randower Kleinbahn
Randower Kleinbahn – w większości nieistniejąca, jednotorowa, niezelektryfikowana normalnotorowa linia kolejowa, która łączyła stację Stöven (Stobno Szczecińskie) ze stacją Neuwarp (Nowe Warpno). Linia miała długość 48,7 km.
Po 1945 linia została przecięta granicą polsko-niemiecką w dwóch miejscach i wobec tego skrócona do stacji Dobra Szczecińska. Oznaczono ją jako linię kolejową nr 429.

## Historia

### Randower Kleinbahn do 1945
W 1892 podjęto starania o połączenie huty szkła w Stolzenburger Glashütte z linią kolejową Bützow – Szczecin. W 1895 w Szczecinie założono spółkę Randower Kleinbahn AG z kapitałem zebranym przez państwo pruskie, prowincję Pomorze, powiat Randow, dyrekcję lasów i prywatnych udziałowców. Budowę i eksploatację lokalnej kolei powierzono przedsiębiorstwu Lenz & Co.. Linia ze Stobna do Glashütte została otwarta 10 maja 1897. Była to wówczas linia wąskotorowa o rozstawie szyn 750 mm.
Wkrótce powstały plany przedłużenia linii do Ueckermünde, ale nie zostały one zrealizowane ze względu na zakładaną niewielką rentowność. W 1905 linię przedłużono jednak do Nowego Warpna, a nowe połączenie początkowo kończyło się prowizorycznie na obrzeżach miasta. W tym czasie zmieniono rozstaw szyn z wąskiego na normalny. Budowę stacji końcowej zakończono 10 października 1906. 

### Linia nr 429 po 1945

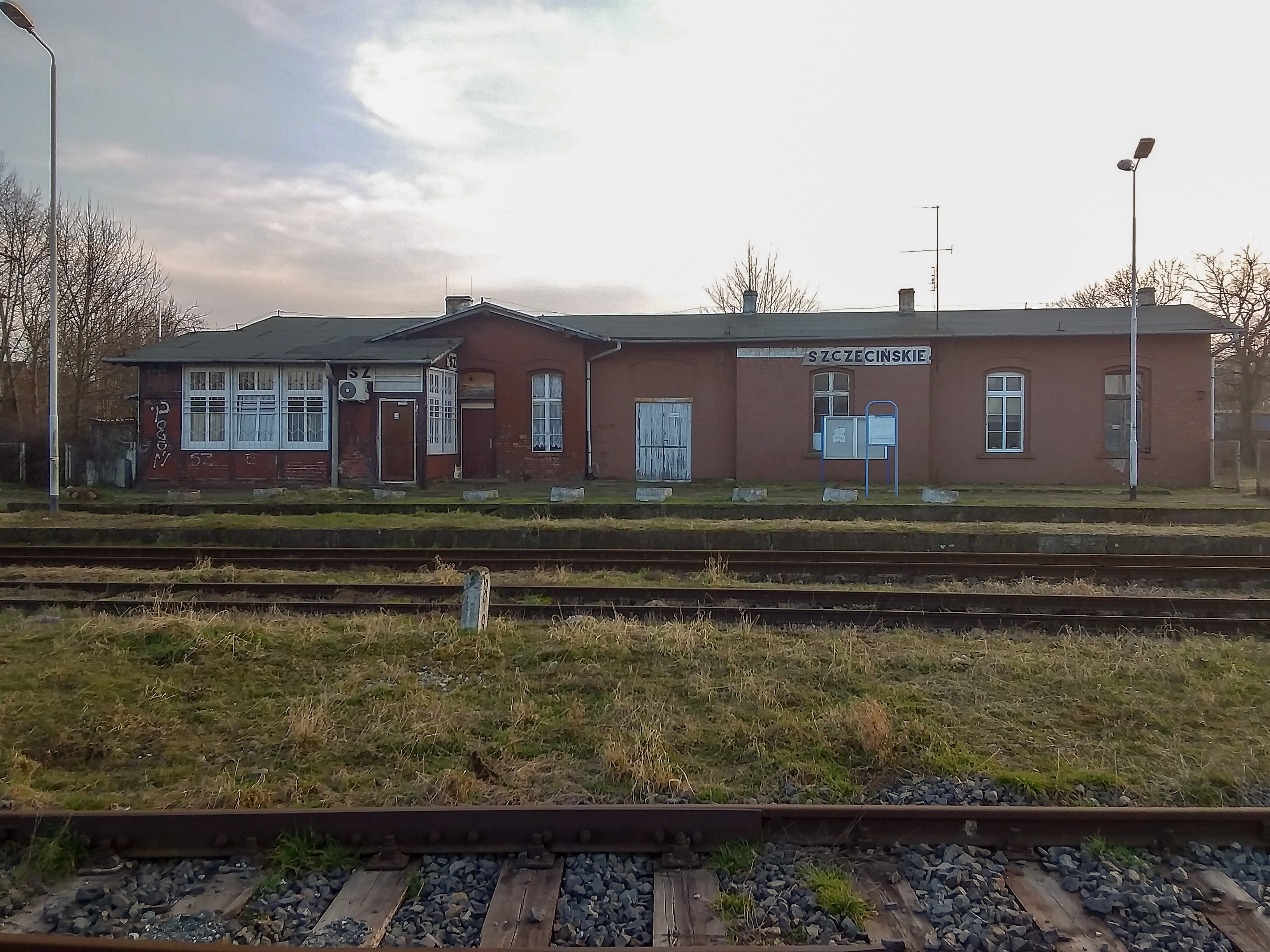
Stacja Stobno Szczecińskie

Pod koniec kwietnia 1945 ruch na linii został zawieszony z powodu zbliżającego się frontu; wkrótce potem został wznowiony. Ponieważ granica polsko-niemiecka została w tym miejscu dokładnie wyznaczona dopiero później, wioski położone wzdłuż linii kolejowej początkowo pozostawały częścią radzieckiej strefy okupacyjnej. 8 sierpnia 1945 ruch na linii jednak ponownie ustał, ponieważ tory od Dobrej do Nowego Warpna zostały zdemontowane w ramach reparacji na rzecz Związku Radzieckiego. Odcinek o długości około 10 km od stacji Stobno Szczecińskie do stacji Dobra Szczecińska przejęły Polskie Koleje Państwowe na mocy zarządzenia Ministra Komunikacji z dnia 3 października 1946. Uruchomiono na nim pociągi pasażerskie do Szczecina Głównego. 2 czerwca 1973 zawieszono ruch pasażerski. Odcinek za Dołujami fizycznie zlikwidowano w 1987 a pozostałą część linii wyłączono z eksploatacji 28 listopada 2000. Starotorze, zarówno po stronie polskiej, jak i niemieckiej, wykorzystano do budowy ścieżek rowerowych.
W styczniu 2022 PKP PLK ogłosiły przetarg na dokumentację projektową modernizacji linii kolejowych łączących Szczecin z granicą polsko-niemiecką, uwzględniając w przetargu także połączenie kolejowe Stobno – Dobra. Istniejący odcinek miał przejść remont, natomiast między Dołujami a Dobrą linia miała powstać od nowa. Linia miała być jednotorowa i zelektryfikowana oraz umożliwiać rozwinięcie przez pociągi prędkości maksymalnej 100 km/h. Wniosek nie został zakwalifikowany do dalszego etapu postępowania. 